# Sarandí Grande
Sarandí Grande és una ciutat de l'Uruguai ubicada al departament de Florida, 140 quilòmetres al nord de Montevideo, sobre el límit amb el departament de Durazno.
És la segona localitat més gran de Florida, amb 5.142 habitants. Es va fundar el 1874, i la seva ecomomia es basa fonamentalment en l'agricultura.
| 1963  | 1975  | 1985  | 1996  | 2004    |
| ----- | ----- | ----- | ----- | ------- |
| 5.303 | 5.545 | 5.379 | 5.635 | {{{5}}} |